# Seira (Spanyolország)
Seira egy község Spanyolországban, Huesca tartományban. Seira Valle de Bardají, Campo, Foradada del Toscar, La Fueva, Plan, San Juan de Plan, Chía, Castejón de Sos és Bisaurri községekkel határos. Lakosainak száma 146 fő (2024).

## Népesség
A település népessége az utóbbi években az alábbiak szerint változott:
| Lakosok száma | 211  | 179  | 179  | 165  | 149  | 147  | 143  | 148  | 159  | 146  |
|               | 2001 | 2004 | 2007 | 2009 | 2012 | 2014 | 2017 | 2019 | 2022 | 2024 |